# جونيوس بروتوس بوث، الابن
جونيوس بروتوس بوث، الابن (بالإنجليزية: Junius Brutus Booth, Jr.) (و. 1821 – 1883 م) هو ممثل، وممثل مسرحي من الولايات المتحدة الأمريكية ولد في بالتيمور، ماريلاند.

## روابط خارجية
- جونيوس بروتوس بوث، الابن على موقع قاعدة بيانات برودواي على الإنترنت (الإنجليزية)